# Sertorije Kvint
Sertorije Kvint ( oko 123. pr. Kr. - 72. pr. Kr.) rimski zapovjednik.
Sudjelovao je u pohodima pritiv Cimbra i u ratu italskih saveza protiv Rima. 98. pr. Kr. izabran je za vojnog tribuna u Hispaniji a 90. pr. Kr. je proglašen kvestorom u Cisalijskoj Galiji. U prvom rimskom građanskom ratu (88. pr. Kr.- 79. pr. Kr.) se borio na strani Marija i postao propretor u Hisapniji, a odakle je pred Sulinim pristalicama 81. pr. Kr. pobjegao u Afriku. Poslije godinu dana se vratio u Hispaniju i stao na čelo pobune protiv Sule, organizirao jaku vojsku i pobijedio Sulinog namjesnika Cecilija Metela. Također se suprotstavio Sulinoj vojsci na čelu s Pompejom Velikim, koja je stigla u Hispaniju i uzrokovao tkz. Sertorijev rat. Poražen je 77. pr. Kr. a ubijen od svojih nezadovoljnih vojnika.